# Frances Gifford
Mary Frances Gifford (7 de diciembre de 1920 – 22 de enero de 1994) fue una actriz cinematográfica estadounidense, activa durante los años 1930 y 1940.

## Inicios
Nacida y criada en Long Beach, California, su nombre completo era Mary Frances Gifford. A los 16 años de edad estudiaba en la School of Law de la Universidad de California en Los Ángeles, sin intención de dedicarse a la interpretación.  Sin embargo, con un amigo visitó los estudios de Samuel Goldwyn para ver cómo se rodaba una película y, mientras estaba allí, fue descubierta por un cazatalentos que la presentó a Goldwyn, siendo contratada como actriz del estudio.

## Carrera
Tras interpretar únicamente pequeños papeles, Gifford pasó a RKO Pictures, donde fue elegida para hacer varios papeles de reparto, sin aparecer en los créditos, en películas de finales de los años 1930 como Damas del teatro (1937), protagonizada por Katharine Hepburn y Ginger Rogers.
En 1938, a los 18 años de edad, Gifford se casó con el actor de carácter James Dunn, y en 1939 consiguió su primer papel de importancia, en el film de bajo presupuesto Mercy Plane, en el que trabajaba su marido. Interrumpió brevemente un planeado retiro para hacer otro papel sin créditos en Mr. Smith Goes to Washington (1939), película que convirtió en estrella a James Stewart.
Gifford hizo otros varios papeles menores, hasta que en 1941 fue prestada a Republic Pictures y elegida para hacer el papel por el cual posiblemente se hizo más conocida: el de Nyoka en Jungle Girl, un serial de 15 episodios basado muy libremente en la novela de Edgar Rice Burroughs. Era la primera vez que una actriz hacía un papel protagonista en un serial desde la época en que Pearl White hizo lo propio en el cine mudo.
Al siguiente año Republic hizo una secuela, Perils of Nyoka, pero Gifford ya no estaba disponible, y la heroína fue interpretada por Kay Aldridge.  En el largometraje de The Walt Disney Company El dragón chiflado (1941), Gifford tuvo un papel protagonista, el de Doris, una artista del estudio.
A causa de que la carrera de Gifford iba hacia arriba y la de Dunn declinaba, en parte a causa de su alcoholismo, el matrimonio se rompió en 1942. Ella dejó RKO y pasó a Paramount Pictures, compañía en la que actuó en varios filmes, entre ellos The Glass Key (1942). En 1943 rodó otro film de la jungla, Tarzan Triumphs, para RKO y junto a Johnny Weissmuller. Ese año también dejó Paramount, pasando a la prestigiosa Metro-Goldwyn-Mayer con el apoyo de un ejecutivo de MGM.
En MGM tuvo más éxito interpretando primeros papeles en películas como Our Vines Have Tender Grapes (1945), She Went to the Races (1945) y The Arnelo Affair (1947). Gifford también hizo papeles de reparto en Thrill of a Romance (1945), con Esther Williams, and Luxury Liner (1948), con Jane Powell.

## Últimos años
En 1948 Gifford estuvo a punto de morir en un accidente de tráfico, un hecho que dejó de lado su carrera y que le causó secuelas. Sufrió graves lesiones en la cabeza que le produjeron un cambio en su personalidad. Así, empezó a perder la confianza en sus habilidades y le costó volver al cine. Perdió su contrato con MGM, por lo que intentó volver al cine trabajando en dos películas de serie B de los primeros años 1950, Riding High (1950) y Sky Commando (1953). En los años siguientes su salud física y mental disminuyó, hasta el punto de que hubo de ser ingresada en el Hospital Mental Camarillo State en 1958, recibiendo durante 25 años tratamiento en diferentes instituciones.
En 1983, Richard S. Fisher, un periodista de una revista cinematográfica, se interesó por la situación de Gifford, y pudo saber que finalmente parecía haberse recuperado, y que había trabajado como voluntaria en la Pasadena, California City Library. Frances Gifford pasó sus últimos años en el anonimato, y falleció a causa de un enfisema en un centro sanitario de Pasadena, California en 1994. Tenía 73 años de edad. Sus restos fueron incinerados, y las cenizas esparcidas en el mar.

## Selección de su filmografía
| - Woman Chases Man (1937) - New Faces of 1937 (1937) - Damas del teatro (1937) - Living on Love (1937) - Night Spot (1938) - Having a Wonderful Time (1938) - Mr. Smith Goes to Washington (1939) - Mercy Plane (1939) - Hold That Woman! (1940) - Border Vigilantes (1941) - West Point Widow (1941) - Jungle Girl (1941) - The Reluctant Dragon (1941) - The Remarkable Andrew (1942) - My Heart Belongs to Daddy (1942) - Tombstone, the Town Too Tough to Die (1942) | - Beyond the Blue Horizon (1942) - The Glass Key (1942) - American Empire (1942) - Star Spangled Rhythm (1942) - Tarzan Triumphs (1943) - Henry Aldrich Gets Glamour (1943) - Cry 'Havoc' (1943) - Marriage Is a Private Affair (1944) - Thrill of a Romance (1945) - Our Vines Have Tender Grapes (1945) - She Went to the Races (1945) - Little Mister Jim (1946) - The Arnelo Affair (1947) - Luxury Liner (1948) - Riding High (1950) - Sky Commando (1953) |